# Episodi di Ocean Girl (terza stagione)
La terza stagione della serie televisiva Ocean Girl è stata trasmessa in anteprima in Australia da Network Ten tra il 3 agosto 1996 e il 2 marzo 1997.
| nº | Titolo originale          | Titolo italiano | Prima TV Australia | Prima TV Italia |
| -- | ------------------------- | --------------- | ------------------ | --------------- |
| 1  | Danger in the Reef        |                 | 3 agosto 1996      |                 |
| 2  | Amnesia                   |                 | 10 agosto 1996     |                 |
| 3  | Draining the Spaceship    |                 | 17 agosto 1996     |                 |
| 4  | Kal Who Knows No Fear     |                 | 24 agosto 1996     |                 |
| 5  | Diving Around Obtacles    |                 | 31 agosto 1996     |                 |
| 6  | Winston and Water         |                 | 7 settembre 1996   |                 |
| 7  | A Super-Sportsman         |                 | 14 settembre 1996  |                 |
| 8  | Extraterrestial Abilities |                 | 21 settembre 1996  |                 |
| 9  | The Capsule in the Desert |                 | 3 novembre 1996    |                 |
| 10 | Benny in Trouble          |                 | 10 novembre 1996   |                 |
| 11 | Cassandra's Nightmare     |                 | 17 novembre 1996   |                 |
| 12 | The Helicopter Exam       |                 | 24 novembre 1996   |                 |
| 13 | Lena's Betrayal           |                 | 1º dicembre 1996   |                 |
| 14 | Changes                   |                 | 8 dicembre 1996    |                 |
| 15 | The Spy                   |                 | 14 dicembre 1996   |                 |
| 16 | Gamma Level: Radioactive  |                 | 22 dicembre 1996   |                 |
| 17 | Charlie Is Stranded       |                 | 29 dicembre 1996   |                 |
| 18 | The Love Letter           |                 | 5 gennaio 1997     |                 |
| 19 | Jason and the Abyss       |                 | 12 gennaio 1997    |                 |
| 20 | Eavesdropper              |                 | 19 gennaio 1997    |                 |
| 21 | Water in the Desert       |                 | 26 gennaio 1997    |                 |
| 22 | The Safe Deposit Key      |                 | 2 febbraio 1997    |                 |
| 23 | The China Man             |                 | 8 febbraio 1997    |                 |
| 24 | The Stone Fish            |                 | 16 febbraio 1997   |                 |
| 25 | Time Bomb in the Jungle   |                 | 23 febbraio 1997   |                 |
| 26 | The Last Chance           |                 | 2 marzo 1997       |                 |